# 全軍破敵：幕府將軍2
《全軍破敵：幕府將軍2》是在2011年由The Creative Assembly開發，並由世嘉发行的游戏，属全面战争系列的一部分，背景设定在15世纪的日本。該遊戲是《幕府将军：全面战争》的續作。
该作品首度強調多人連線模式，最多支援8人連線，玩家可以使用自訂的人物、自訂的勢力，每個玩家的人物形象都是不同的，且在網戰上所獲得的經驗值，可以為自己的角色升級，單人遊戲模式則提供了十個勢力使用：毛利、武田、織田、北條、島津、伊達、上杉、服部、德川、長宗我部，每一方都有自己的優勢以及劣勢，有些勢力孤懸海外，有些勢力則大小戰爭不斷，靠著家族武士維持局面，玩家則扮演一方勢力的大名，透過戰爭、外交、暗殺等逐步的統一日本。  

## 資料片
- 武家崛起
- 武士之殤

## 評價
《全軍破敵：幕府將軍2》好評如潮。Metacritic 給予 90% GameRankings 則給予 89.33％. Gamespot的評論家丹尼爾把它稱為「最好的全面戰爭」。